# Island Games 2019
Island Games 2019 – 28. edycja międzynarodowej imprezy sportowej Island Games, której zmagania rozgrywano w dniach 6-12 lipca 2019 roku w Gibraltarze. Udział w igrzyskach brało 1,7 tys. sportowców reprezentujących 22 wyspy.

## Rozgrywane dyscypliny
Sportowcy walczyli o medale igrzysk w czternastu dyscyplinach.

- Badminton  (szczegóły)
- Bowling (szczegóły)
- Judo  (szczegóły)
- Kolarstwo (szczegóły)
- Koszykówka  (szczegóły)
- Lekkoatletyka  (szczegóły)
- Pływanie  (szczegóły)
- Siatkówka plażowa  (szczegóły)
- Squash  (szczegóły)
- Strzelectwo  (szczegóły)
- Tenis stołowy  (szczegóły)
- Tenis ziemny  (szczegóły)
- Triathlon  (szczegóły)
- Żeglarstwo  (szczegóły)

## Państwa uczestniczące
- Alderney
- Anglesey
- Bermudy[1]
- Falklandy
- Gibraltar
- Gotlandia
- Grenlandia
- Guernsey
- Hebrydy Zewnętrzne
- Hitra
- Jersey
- Kajmany
- Minorka
- Orkady
- Sarema
- Sark
- Szetlandy
- Wight
- Wyspa Man
- Wyspa Świętej Heleny
- Wyspy Alandzkie
- Wyspy Owcze

## Klasyfikacja medalowa
| Miejsce | Państwo            | Złoto | Srebro | Brąz | Razem |
| ------- | ------------------ | ----- | ------ | ---- | ----- |
| 1.      | Jersey             | 33    | 31     | 29   | 93    |
| 2.      | Wyspa Man          | 29    | 22     | 17   | 68    |
| 3.      | Wyspy Owcze        | 22    | 11     | 27   | 60    |
| 4.      | Guernsey           | 19    | 37     | 31   | 87    |
| 5.      | Sarema             | 16    | 12     | 6    | 34    |
| 6.      | Gotlandia          | 13    | 14     | 16   | 43    |
| 7.      | Wyspy Alandzkie    | 12    | 7      | 16   | 35    |
| 8.      | Kajmany            | 11    | 10     | 9    | 30    |
| 9.      | Wight              | 11    | 8      | 15   | 34    |
| 10.     | Gibraltar          | 8     | 12     | 9    | 29    |
| 11.     | Minorka            | 8     | 10     | 13   | 31    |
| 12.     | Hebrydy Zewnętrzne | 4     | 2      | 2    | 8     |
| 13.     | Grenlandia         | 2     | 2      | 4    | 8     |
| 14.     | Szetlandy          | 2     | 1      | 11   | 14    |
| 15.     | Anglesey           | 2     | 1      | 3    | 6     |
| 16.     | Orkady             | 1     | 3      | 2    | 6     |
| 17.     | Bermudy            | 0     | 6      | 8    | 14    |
| 18.     | Hitra              | 0     | 2      | 1    | 3     |
| 19.     | Sark               | 0     | 1      | 0    | 1     |
| Razem   | Razem              | 193   | 192    | 219  | 604   |

Źródło: 